# Protase Rugambwa
Protase Rugambwa (ur. 31 maja 1960 w Bunenie) – tanzański duchowny katolicki, sekretarz Kongregacji ds. Ewangelizacji Narodów w latach 2017–2023, arcybiskup koadiutor Tabory w 2023, arcybiskup Tabory od 2023, kardynał prezbiter od 2023.

## Życiorys

### Prezbiterat
2 września 1990 otrzymał święcenia kapłańskie z rąk papieża Jana Pawła II i został inkardynowany do diecezji Rulenge. Był m.in. wykładowcą w niższym seminarium w Katoke, wychowawcą w wyższym seminarium oraz wikariuszem generalnym diecezji. W 2002 został pracownikiem Kongregacji ds. Ewangelizacji Narodów.

### Episkopat
18 stycznia 2008 został mianowany biskupem diecezji Kigoma. Sakry biskupiej udzielił mu 13 kwietnia 2008 kardynał Polycarp Pengo.
26 czerwca 2012 został mianowany przez Benedykta XVI przewodniczącym Rady Wyższej Papieskich Dzieł Misyjnych oraz sekretarzem pomocniczym Kongregacji ds. Ewangelizacji Narodów. Zastąpił na tym stanowisku arcybiskupa Piergiuseppe Vacchelli.
9 listopada 2017 papież Franciszek mianował go sekretarzem Kongregacji ds. Ewangelizacji Narodów.
13 kwietnia 2023 ten sam papież nominował go na urząd arcybiskupa koadiutora Tabory w Tanzanii.
9 lipca 2023 podczas modlitwy Anioł Pański papież Franciszek ogłosił jego nominację kardynalską. Na konsystorzu 30 września 2023 został kreowany kardynałem prezbiterem i uzyskał kościół tytularny Santa Maria in Montesanto.
10 listopada 2023 objął urząd arcybiskupa Tabory, w związku z przejściem poprzednika Paula Ruzoki w stan spoczynku.
Brał udział w konklawe 2025, które wybrało Leona XIV. 